# Horný Zemplín
Die Region Horný Zemplín (slowakisch Hornozemplínsky región (cestovného ruchu); deutsch etwa „Region Obersemplin“) ist eine Tourismusregion in der Slowakei.
Sie erstreckt sich im Osten der Slowakei über die Bezirke:
- Humenné
- Medzilaborce
- Snina
- Vranov nad Topľou
- Stropkov

sowie die Stadt Strážske im Bezirk Michalovce.
Im Süden schließt die Region Dolný Zemplín an, beide bilden zusammen die historische Region Zemplín.